# RideLondon-Surrey Classic
La RideLondon-Surrey Classic (oficialmente: Prudential RideLondon & Surrey Classic) fue una carrera ciclista profesional de un día británica que se disputaba en Londres y sus alrededores, en el mes de julio.
Tiene su origen en la carrera previa preparatoria de la prueba en ruta masculina de los Juegos Olímpicos de Londres 2012 que se disputó en 2011 donde esta se llamó London Surrey Cycle Classic formando parte del UCI Europe Tour 2010-2011, dentro de la categoría 1.2 (última categoría del profesionalismo); a pesar de ello, al tener que disputarse mayoritariamente por selecciones (como se iban a disputar los Juegos Olímpicos), no faltaron a la cita grandes corredores del pelotón mundial. Su segunda edición se considera extraoficialmente dicha prueba olímpica volviendo como prueba independiente propiamente dicha en 2013 subiendo a la categoría 1.1. Además, a partir de dicho 2013 se incluyó en un programa festivo que incluía otras carreras amateurs y no oficiales en el llamado Prudential RideLondon.
A pesar de pasar por similares lugares que la prueba en ruta masculina de los Juegos Olímpicos de Londres 2012 en ninguna de sus ediciones ha seguido su mismo recorrido final y por ende su kilometraje ha variado debido a exigencias de la UCI.
La carrera cuenta con una versión femenina de nombre similar denominada como RideLondon Classique que hace parte del UCI Women's World Tour desde el año 2016.

## Palmarés
| Año                                                                                       | Ganador             | Segundo        | Tercero            |           |
| ----------------------------------------------------------------------------------------- | ------------------- | -------------- | ------------------ | --------- |
| London-Surrey Cycle Classic                                                               |                     |                |                    |           |
| 2011                                                                                      | Mark Cavendish      | Sacha Modolo   | Samuel Dumoulin    |           |
| 2012 no realizada debido a los Juegos Olímpicos de Londres 2012 RideLondon-Surrey Classic |                     |                |                    |           |
| 2013                                                                                      | Arnaud Démare       | Sacha Modolo   | Yannick Martinez   |           |
| 2014                                                                                      | Adam Blythe         | Benjamin Swift | Julian Alaphilippe |           |
| 2015                                                                                      | Jean-Pierre Drucker | Mike Teunissen | Benjamin Swift     |           |
| 2016                                                                                      | Tom Boonen          | Mark Renshaw   | Michael Matthews   |           |
| 2017                                                                                      | Alexander Kristoff  | Magnus Cort    | Michael Matthews   |           |
| 2018                                                                                      | Pascal Ackermann    | Elia Viviani   | Giacomo Nizzolo    |           |
| 2019                                                                                      | Elia Viviani        | Sam Bennett    | Michael Mørkøv     |           |
| 2020                                                                                      | cancelada           | cancelada      | cancelada          | cancelada |

## Palmarés por países
| País        | Victorias |
| ----------- | --------- |
| Reino Unido | 2         |
| Francia     | 1         |
| Luxemburgo  | 1         |
| Bélgica     | 1         |
| Noruega     | 1         |
| Alemania    | 1         |
| Italia      | 1         |